# Double or Nothing (2023)
O Double or Nothing (2023) foi um evento de wrestling profissional transmitido em formato pay-per-view (PPV) produzido pela All Elite Wrestling (AEW). Aconteceu durante o fim de semana do Memorial Day em 28 de maio de 2023, na T-Mobile Arena no subúrbio de Las Vegas em Paradise, Nevada. Esse foi o quinto evento da cronologia do Double or Nothing.
O Double or Nothing foi realizado no mesmo dia do Battleground, evento produzido pela promoção rival WWE para seu território de desenvolvimento NXT. Isso marcou a primeira vez desde 1989 que duas grandes promoções produziram grandes eventos frente a frente, depois da WrestleMania V da WWE e do Clash of the Champions VI da World Championship Wrestling.
Onze lutas foram disputadas no evento, incluindo uma no pré-show The Buy In. No evento principal, o Blackpool Combat Club (Bryan Danielson, Jon Moxley, Claudio Castagnoli e Wheeler Yuta) derrotaram a The Elite (Kenny Omega, Matt Jackson, Nick Jackson e "Hangman" Adam Page) em uma luta Anarchy in the Arena. Em outras lutas de destaque, MJF derrotou Sammy Guevara, Darby Allin e "Jungle Boy" Jack Perry em uma luta Four-way para reter o AEW World Championship, Wardlow derrotou Christian Cage em uma luta de escadas para reter o AEW TNT Championship, e na luta de abertura, Orange Cassidy venceu a Blackjack Battle Royal para reter o AEW International Championship.

## Produção

### Conceito
O Double or Nothing é considerado o evento de destaque da All Elite Wrestling, tendo sido realizado pela primeira vez em 2019, que foi o primeiro evento de wrestling profissional da promoção e o primeiro pay-per-view (PPV) produzido. É realizado anualmente durante o fim de semana do Memorial Day e é um dos "Big Four" PPVs da AEW, que inclui All Out, Full Gear e Revolution, seus quatro maiores shows produzidos trimestralmente. O nome do evento é uma referência ao seu tema Las Vegas e é tradicionalmente realizado na área de Las Vegas em Paradise, Nevada. Exceções a esta norma ocorreram em 2020 e 2021 devido às restrições da pandemia de COVID-19 que existiam na época, mas mantiveram o tema Vegas.
Em 5 de março de 2023, durante o pré-show do Revolution Zero Hour, foi anunciado que o quinto evento Double or Nothing aconteceria no dia 28 de maio na T-Mobile Arena, marcando o segundo Double or Nothing realizado nesse local, após o evento do ano anterior. Também foi anunciado que durante a semana do Double or Nothing, tanto o Wednesday Night Dynamite quanto o Friday Night Rampage iriam ao ar ao vivo da vizinha MGM Grand Garden Arena - o local do Double or Nothing inaugural - em 24 e 26 de maio, respectivamente. No entanto, devido a um conflito de programação de transmissão, Rampage irá ao ar um dia depois como um especial Saturday Night Rampage em 27 de maio, com o evento sendo gravado imediatamente após a transmissão ao vivo do Dynamite. Os ingressos para os eventos começaram a ser vendidos em 17 de março.
O evento enfrentará o NXT Battleground, um evento ao vivo produzido pela WWE para seu território de desenvolvimento, o NXT. Isso marca a primeira vez desde 1987 que duas grandes promoções produzirão grandes eventos frente a frente, depois do Survivor Series da WWE e do Starrcade da Jim Crockett Promotions. O Battleground começará às 19h30, horário do leste (ET), e o Double or Nothing começará às 20h00 ET, sem incluir o pré-show. De acordo com o executivo da WWE Shawn Michaels, o agendamento não era para que a WWE enfrentasse a AEW, mas sim apenas devido ao feriado (fim de semana do Memorial Day), pois ele disse que os eventos da WWE sempre tiveram um bom desempenho nos feriados.

### Rivalidades
O Double or Nothing contou com lutas wrestling profissional que envolveram diferentes lutadores de rivalidades e histórias preexistentes. Os lutadores retrataram heróis, vilões ou personagens menos distinguíveis em eventos que criaram tensão e culminaram em uma luta ou uma série de lutas. As histórias foram produzidas nos programas de televisão semanais da AEW, Dynamite e Rampage, bem como nos programas de streaming online suplementares, Dark e Elevation, e na série do YouTube dos Young Bucks Being The Elite.
No episódio de 19 de abril de Dynamite, foi anunciado que haveria o torneio Four Pillars, com o vencedor desafiando MJF pelo AEW World Championship no Double or Nothing. Os participantes do torneio foram revelados como Sammy Guevara, "Jungle Boy" Jack Perry e Darby Allin. Guevara derrotou Perry por contagem fora com a ajuda de MJF na luta da semifinal, enquanto Allin foi direto para a final. Na semana seguinte na final, Guevara voltaria a vencer com assistência de MJF, desta vez derrotando Darby por desclassificação, porém Tony Khan afirmou que a luta entre MJF e Guevara só iria adiante se eles pudessem vencer Perry e Darby em uma luta de duplas; se Perry e Allin vencerem, a luta pelo AEW World Championship no Double or Nothing seria uma luta Pillars Four-Way entre MJF, Guevara, Perry e Allin. Em 3 de maio do Dynamite Perry a Aliin venceram, tornando a luta em uma Pillars Four-way.

## Evento
| Papel                | Nome                                    |
| -------------------- | --------------------------------------- |
| Comentaristas        | Excalibur (Pré-show e PPV)              |
| Comentaristas        | Jim Ross (Pré-show e PPV)               |
| Comentaristas        | Tony Schiavone (PPV)                    |
| Comentaristas        | Taz (Pré-show e PPV)                    |
| Comentaristas        | Don Callis (Anarchy in the Arena match) |
| Anunciador de ringue | Justin Roberts                          |
| Árbitros             | Aubrey Edwards                          |
| Árbitros             | Bryce Remsburg                          |
| Árbitros             | Mark Briscoe                            |
| Árbitros             | Paulo Turner                            |
| Árbitros             | Rick Knox                               |
| Árbitros             | Stephon Smith                           |
| Entrevistador        | Alex Marvez                             |
| Painel pré-show      | Renée Paquette                          |
| Painel pré-show      | Família Kazeem                          |
| Painel pré-show      | Paulo Wight                             |
| Painel pré-show      | Stokely Hathaway                        |

### Pré-show
Houve apenas uma luta que aconteceu no pré-show do The Buy In, que viu The Hardys (Jeff Hardy e Matt Hardy) e Hook (acompanhado por Isiah Kassidy) face Ethan Page e The Gunns (Austin Gunn e Colten Gunn), onde se The Hardys e Hook vencido, Matt ganharia o controle do contrato de Page. Nos estágios finais, os Gunns entregaram o 3:10 para Yuma para Matt, mas Jeff quebrou a imobilização com uma Swanton Bomb. Os Hardys então entregaram Twists of Fate estéreo para The Gunns e Page. Hook então trancou o Redrum em Page, forçando-o a se submeter, assim, Page se tornou o funcionário de Matt.

### Lutas preliminares
O pay-per-view começou com Orange Cassidy defendendo o AEW International Championship em um Blackjack Battle Royal de 21 jogadores. O final desceu para Big Bill, Penta El Zero Miedo, Swerve Strickland e Cassidy como os quatro participantes finais. Bill entregou um laço para Penta, eliminando-o assim. Enquanto Bill tentava um chokeslam em Cassidy, Strickland se esgueirou por trás e eliminou Bill. Cassidy executou um Stundog Millionaire, seguido por um chute de bomba de Strickland. Cassidy então acertou o Orange Punch, mas Strickland segurou as cordas. Cassidy chutou as mãos de Strickland das cordas, eliminando-o e mantendo o título.
A próxima luta foi uma luta não sancionada entre Adam Cole (acompanhado por Roderick Strong) e Chris Jericho (acompanhado por Jake Hager, Daniel Garcia, Matt Menard e Angelo Parker), com Sabu servindo como executor convidado especial. Nos estágios iniciais, Cole entregou um Panama Sunrise no pátio para Jericho. Jericho então empurrou Cole para os degraus de aço. Enquanto Jericho tentava um Lionsault, Cole rebateu com um superkick no ar. Enquanto Cole tentava outro Panama Sunrise, Jericho rebateu nas Paredes de Jericho, mas Cole alcançou as cordas. Jericho então entregou o Codebreaker e trouxe um bastão de kendo. Dra. Britt Baker, D.M.D. então saiu e começou a bater em Jericho com um bastão de kendo. Saraya então saiu e lutou com Baker pelas costas. Cole então executou um DDT para Jericho para uma contagem de dois. Cole então deu um superkick, um Panama Sunrise e dois Last Shots (um com uma corrente enrolada no joelho). Cole então começou a socar Jericho com a corrente enrolada em sua mão, forçando o árbitro Aubrey Edwards a interromper a luta, declarando Cole o vencedor por paralisação do árbitro.
Depois disso, FTR (Dax Harwood e Cash Wheeler) defenderam o AEW World Tag Team Championship contra Jay Lethal e Jeff Jarrett (acompanhado por Sonjay Dutt, Karen Jarrett e Satnam Singh), com Mark Briscoe servindo como árbitro convidado especial. Nos estágios finais, enquanto Jeff tentava esmagar Harwood com uma guitarra, Harwood se abaixou e Jarrett acertou Briscoe. FTR então entregou o Big Rig, mas quando Aubrey Edwards estava descendo para contar o pino, Karen quebrou uma guitarra na cabeça. Lethal então entregou Injeções Letais simultâneas ao FTR para uma contagem de dois. FTR então entregou o Big Rig para Jeff para a vitória.
Na quarta luta, Wardlow defendeu o AEW TNT Championship contra Christian Cage em uma Ladder match. Nos estágios finais, Cage lançou um DDT invertido da escada. Wardlow então executou um Alabama Slam to Cage. Wardlow então deu um tiro de cadeira e um Senton Atomico do topo de uma escada através de uma mesa para Luchasaurus. Wardlow então executou um Powerbomb para Cage e subiu a escada para reter o título.
Em seguida, Jamie Hayter defendeu o AEW Women's World Championship contra Toni Storm. Antes do início da luta, Saraya e Ruby Soho atacaram Hayter. Hayter entregou o Hayterade para uma contagem de dois. Storm então executou o Storm Zero para se tornar a primeira duas vezes campeã mundial feminina da AEW.
Depois disso, The House of Black (Malakai Black, Buddy Matthews e Brody King, acompanhado por Julia Hart) defendeu o AEW World Trios Championship contra The Acclaimed (Anthony Bowens e Max Caster) e Billy Gunn. Nos estágios finais, Matthews entregou um Meteora para Bowens. King então disparou uma bala de canhão no canto, mas Caster quebrou a imobilização. Gunn então entregou o Famouser, mas Black imediatamente realizou uma Missa Negra para Gunn para a vitória.
A próxima partida foi pelo AEW TBS Championship disputado entre a atual campeã Jade Cargill (com Leila Gray e "Smart" Mark Sterling) e Taya Valkyrie. No final, Valkyrie entregou um lariat, uma Blue Thunder Bomb e o Road to Valhalla para uma contagem de dois. Cargill então executou uma lança e o Jaded para a vitória. Imediatamente depois, Cargill chamou qualquer mulher para enfrentá-la. Isso trouxe o retorno de Kris Statlander, que havia estado ausente nos últimos meses devido a uma lesão. Enquanto Cargill tentava o Jaded, Statlander o bloqueou e executou o Big Bang para se tornar o novo campeão, encerrando o reinado de Cargill em 508 dias e uma sequência invicta de 60-0.
Na penúltima luta, MJF defendeu o AEW World Championship contra "Jungle Boy" Jack Perry, Sammy Guevara e Darby Allin. Nos estágios iniciais, Perry deu um rebote lariat, mas Allin seguiu com um Poisonrana. Allin então executou Diamond Dust para MJF para uma contagem de dois. Guevara então acertou um superkick e um Spanish Fly para uma contagem de dois. MJF entregou um backbreaker powerbomb para mais dois contagens. Allin então executou um Scorpion Death Drop, Guevara entregou um Codebreaker e Perry acertou um Killswitch, tudo para MJF. Guevara e Allin executaram simultaneamente Walls of Jericho e Scorpion Death Lock em MJF e Perry, respectivamente. Guevara então entregou o Ace Crusher e Allin executou o Yoshi Tonic em MJF para uma contagem de dois. MJF então lançou uma powerbomb de avalanche para Darby para uma contagem de dois. Allin então rebateu a Última Ceia para Perry para uma contagem de dois. Guevara então entregou o GTH para Perry. Enquanto Guevara tentava o splash de 450 °, Allin o empurrou para fora das cordas. Enquanto Allin tentava a queda do caixão para Perry, MJF colocou o cinturão sobre o corpo de Perry, fazendo com que Allin caísse sobre o cinturão. MJF então entregou uma aquisição de headlock para Allin para reter o título.

### Evento principal
O evento principal foi a luta Anarchy in the Arena, disputada entre o Blackpool Combat Club (Bryan Danielson, Jon Moxley, Claudio Castagnoli e Wheeler Yuta) e The Elite (Kenny Omega, Matt Jackson, Nick Jackson e "Hangman" Adam Page ). Nos palcos de abertura, o tema de entrada do Blackpool Combat Club (o X cover de "Wild Thing") foi tocado ao vivo pela banda Violent Ídolos, que continuaram repetindo a música muito depois do início da partida, de acordo com o tema geral da partida. Danielson deu um chute circular em Page, que respondeu com um laço. O Elite então executou superkicks simultâneos no Blackpool Combat Club, após o que Matt entregou suplexes de locomoção da aurora boreal para Yuta. Matt e Nick então pararam a banda de tocar acertando um superkick duplo em seu vocalista. Nick então acertou um top con giro em Castagnoli enquanto Moxley suplexou Omega em arame farpado e esfaqueou um garfo na testa de Omega, seguido pela ação se espalhando ainda mais na arena. Castagnoli acertou um piledriver em Matt na traseira de uma caminhonete fora da arena, e Page acertou o Dead Eye em Moxley. Page então acertou Yuta com o Buckshot Lariat para uma contagem de dois, seguido por Danielson realizando Busaiku Knees em Omega e Page. Yuta então acertou um golpe baixo em Matt e Moxley, em seguida, desferiu um piledriver no estilo Gotch para Nick. Moxley colocou um punhado de tachinhas na boca de Matt enquanto Castagnoli acertava Nick com um uppercut. Omega entregou um V-Trigger para Castagnoli, então acertou o One-Winged Angel em Danielson, mas Yuta quebrou a imobilização. Enquanto Page tentava o Buckshot Lariat novamente, Yuta se abaixou e golpeou Page no rosto com uma chave de fenda. Omega preparou Yuta para outro One-Winged Angel, mas o ex-empresário de Omega Don Callis apareceu com Konosuke Takeshita, que se aliou à Elite nas últimas semanas. Takeshita traiu The Elite assim como Callis havia traído Omega algumas semanas antes, desferindo uma joelhada saltitante para Omega e virando o calcanhar pela primeira vez em sua carreira. Yuta então enrolou Omega em um pino de cinto de segurança para vencer a partida.

## Recepção
O jornalista Dave Meltzer do Wrestling Observer Newsletter deu classificações de estrelas para cada luta da noite. Ele avaliou a partida do AEW Women's World Championship com 1,25 estrelas, que foi a partida com classificação mais baixa da noite. Ele então deu à partida inicial 1,75 estrelas e ao Blackjack Battle Royale 4,25 estrelas. Adam Cole x Chris Jericho recebeu 3,25 estrelas, que também foram transferidas para a partida do AEW Trios Championship, que também recebeu 3,25 estrelas. A partida do AEW World Tag Team Championship recebeu 4 estrelas, enquanto a TNT Championship Ladder Match recebeu 3,75 estrelas. Jade Cargill x Taya Valkyrie recebeu 2,75 estrelas, enquanto a partida do AEW World Championship recebeu 4,75 estrelas. Finalmente, a luta Anarchy In The Arena recebeu 5 estrelas, o que a tornou a luta com maior audiência da noite.

## Resultados
| Nº                                          | Resultados | Estipulações                                                                              | Tempo |
| ------------------------------------------- | --- | ----------------------------------------------------------------------------------------- | ----- |
| Pré- show                                   | The Hardys (Jeff Hardy e Matt Hardy) e Hook (com Isiah Kassidy) derrotaram The Firm (Ethan Page, Austin Gunn e Colten Gunn) por submissão                                   | Luta de trios Se Hardy Party vencesse, Matt Hardy seria o dono do contrato de Ethan Page. | 15:10 |
| 1                                           | Orange Cassidy (c) venceu eliminando por último Swerve Strickland | Blackjack Battle Royal de 21 homens pelo AEW International Championship                   | 22:25 |
| 2                                           | Adam Cole (com Roderick Strong) derrotou Chris Jericho (com Angelo Parker, Matt Menard, Daniel Garcia, e Jake Hager) por paralisação do árbitro                             | Luta não-sancionada Sabu foi o executor convidado.                                        | 17:00 |
| 3                                           | FTR (Dax Harwood e Cash Wheeler) (c) derrotaram Jeff Jarrett e Jay Lethal (com Karen Jarrett, Sonjay Dutt, e Satnam Singh)                                                  | Luta de duplas pelo AEW World Tag Team Championship Mark Briscoe foi o árbitro convidado. | 20:00 |
| 4                                           | Wardlow (c) (com Arn Anderson) derrotou Christian Cage (com Luchasaurus) | Luta de escadas pelo AEW TNT Championship                                                 | 17:10 |
| 5                                           | Toni Storm (com Saraya e Ruby Soho) derrotou Jamie Hayter (c) | Luta individual pelo AEW Women's World Championship                                       | 3:05  |
| 6                                           | The House of Black (Malakai Black, Brody King, e Buddy Matthews) (c) (com Julia Hart) derrotaram The Acclaimed (Anthony Bowens e Max Caster) e Billy Gunn                   | Luta Open House Rules de trios pelo AEW World Trios Championship                          | 15:30 |
| 7                                           | Jade Cargill (c) (com "Smart" Mark Sterling e Leila Grey) derrotou Taya Valkyrie                                                                                            | Luta individual pelo AEW TBS Championship                                                 | 8:50  |
| 8                                           | Kris Statlander derrotou Jade Cargill (c) (com "Smart" Mark Sterling e Leila Grey)                                                                                          | Luta individual pelo AEW TBS Championship                                                 | 0:48  |
| 9                                           | MJF (c) derrotou Sammy Guevara, "Jungle Boy" Jack Perry e Darby Allin | Luta Pillars Four-way pelo AEW World Championship                                         | 27:50 |
| 10                                          | Blackpool Combat Club (Bryan Danielson, Jon Moxley, Claudio Castagnoli e Wheeler Yuta) derrotaram The Elite (Kenny Omega, Matt Jackson, Nick Jackson e "Hangman" Adam Page) | Luta Anarchy in the Arena                                                                 | 27:00 |
| (c) – Refere-se aos campeões antes da luta. | |                                                                                           |       |

1. ↑  Os outros participantes foram Ricky Starks, The Butcher, The Blade, Bandido, Komander, Lee Moriarty, Big Bill, Ari Daivari, Tony Nese, Chuck Taylor, Trent Beretta, Kip Sabian, Rey Fénix, Penta El Zero Miedo, Brian Cage, Jay White, Juice Robinson, Keith Lee, e Dustin Rhodes

### Four Pillars Tournament
|  | Primeira Rodada Dynamite (19 Abril) | Primeira Rodada Dynamite (19 Abril) | Primeira Rodada Dynamite (19 Abril) |             |               | Final Dynamite (26 Abril) | Final Dynamite (26 Abril) | Final Dynamite (26 Abril) |  |
|  |                                     |                                     |                                     |             |               |                           |                           |                           |  |
|  | Sammy Guevara                       | Sammy Guevara                       | 12:00                               |             |               |                           |                           |                           |  |
|  | Sammy Guevara                       | Sammy Guevara                       | 12:00                               |             |               |                           |                           |                           |  |
|  | "Jungle Boy" Jack Perry             | "Jungle Boy" Jack Perry             | Countout                            |             |               |                           |                           |                           |  |
|  | "Jungle Boy" Jack Perry             | "Jungle Boy" Jack Perry             | Countout                            |             | Sammy Guevara | Sammy Guevara             | 13:00                     |                           |  |
|  |                                     |                                     |                                     |             | Sammy Guevara | Sammy Guevara             | 13:00                     |                           |  |
|  |                                     |                                     | Darby Allin                         | Darby Allin | DQ            |                           |                           |                           |  |
|  | Darby Allin                         |                                     | Darby Allin                         | Darby Allin | DQ            |                           |                           |                           |  |
|  |                                     |                                     |                                     |             |               |                           |                           |                           |  |
|  | BYE                                 |                                     |                                     |             |               |                           |                           |                           |  |

- Nota - Devido à vitória no Four Pillars Tournament, Guevara estava escalado para enfrentar MJF pelo AEW World Championship no Double or Nothing, no entanto, a luta pelo título foi posteriormente transformada em uma luta four-way também envolvendo Allin e Perry.